# Gisela Jahn (Medizinerin)

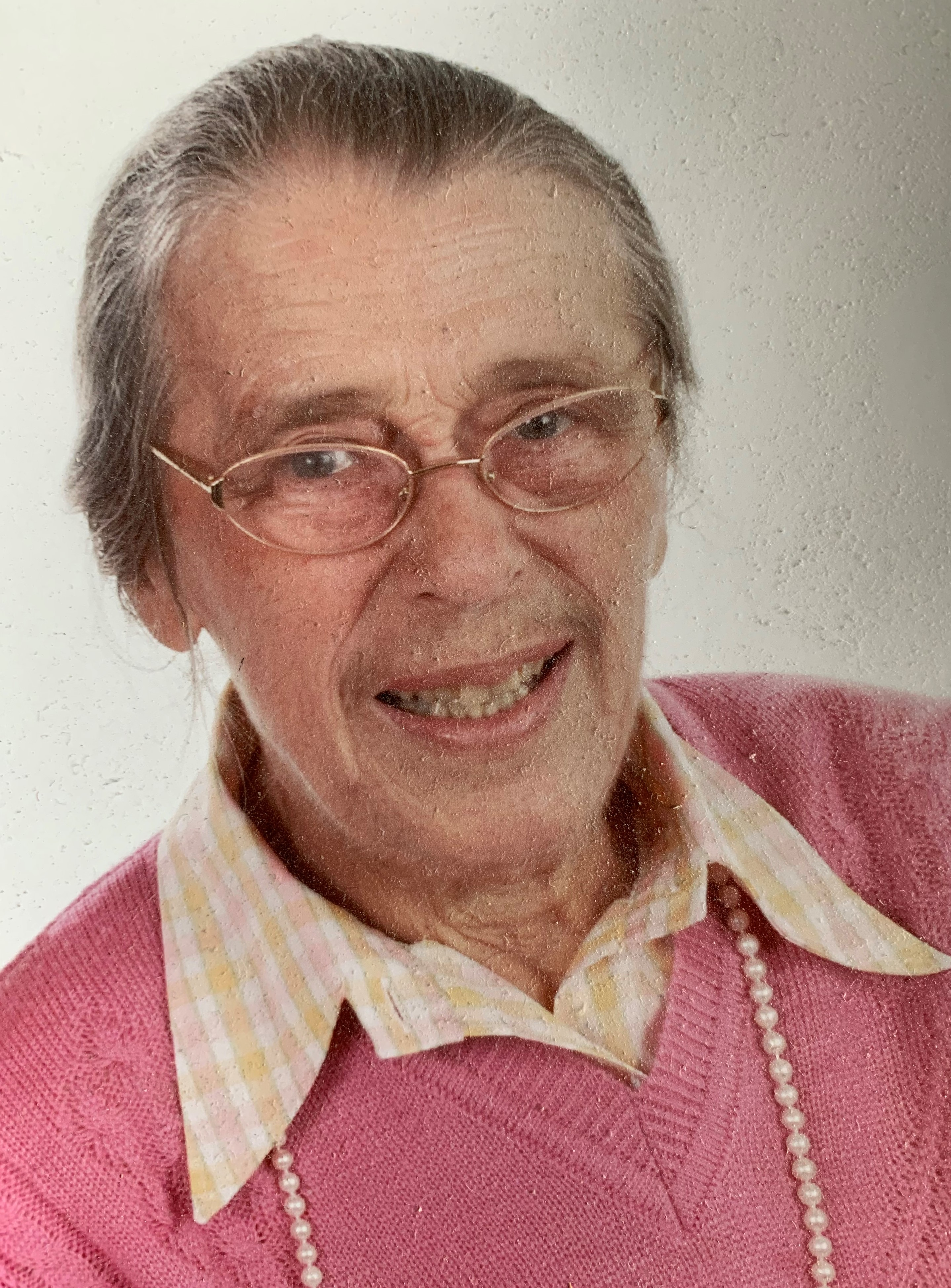
Gisela Jahn

Gisela Jahn (* 8. September 1932 in Sonneberg; † 8. Mai 2011 in Meiningen) war eine deutsche Ärztin und Geschäftsführerin der diakonischen Sozialwerk Meiningen gGmbH. Sie war verheiratet mit dem an der Technischen Hochschule Ilmenau beschäftigten Diplom-Physiker und Nationalpreis-Träger Erhard Jahn (* 1935). Zusammen haben sie eine Tochter.

## Leben
Gisela Jahn kam nach einem Medizinstudium in den Jahren 1949 bis 1956 an der Universität Jena, das sie mit einer Promotion abschloss, 1957 als Assistenzärztin an das Bezirkskrankenhaus Meiningen. Hier baute sie in der DDR-Zeit die Anästhesie auf. Nach der politischen Wende 1989/90 war sie 1991 die Gründungsvorsitzende des Vereins Sozialwerk Meiningen e.V., der im Jahr 1994 die Sozialwerk Meiningen gGmbH hervorbrachte, an der sie bis 2004 als Geschäftsführerin tätig war. Das diakonische Sozialwerk engagiert sich in der Altersmedizin, Jugendhilfe, Suchthilfe, Hilfe für psychisch Kranke und dem Hospizwesen.
Im Jahr 1996 war Gisela Jahn federführend bei der Gründung der Geriatrischen Fachklinik „Georgenhaus“ Meiningen beteiligt, das in die Gebäude des 1995 aufgelösten Bezirkskrankenhauses einzog. Bis 2003 ließ sie das Krankenhaus in eine moderne Fachklinik umbauen. 1997 gründete Jahn einen ambulanten Hospizdienst, den sie 2006 zu einem stationären Hospiz umwandelte. Schon schwerkrank, weihte sie im Januar 2011 das neue Hospizgebäude in der Nachbarschaft der Geriatrischen Fachklinik ein. Gisela Jahn starb am 8. Mai 2011 in „ihrer“ Geriatrischen Fachklinik. Für ihr ehrenamtliches Engagement wurde sie unter anderem 2004 mit dem Verdienstorden der Bundesrepublik Deutschland am Bande ausgezeichnet. Das neue Hospiz erhielt den Namen „Dr.-Jahn-Haus“.

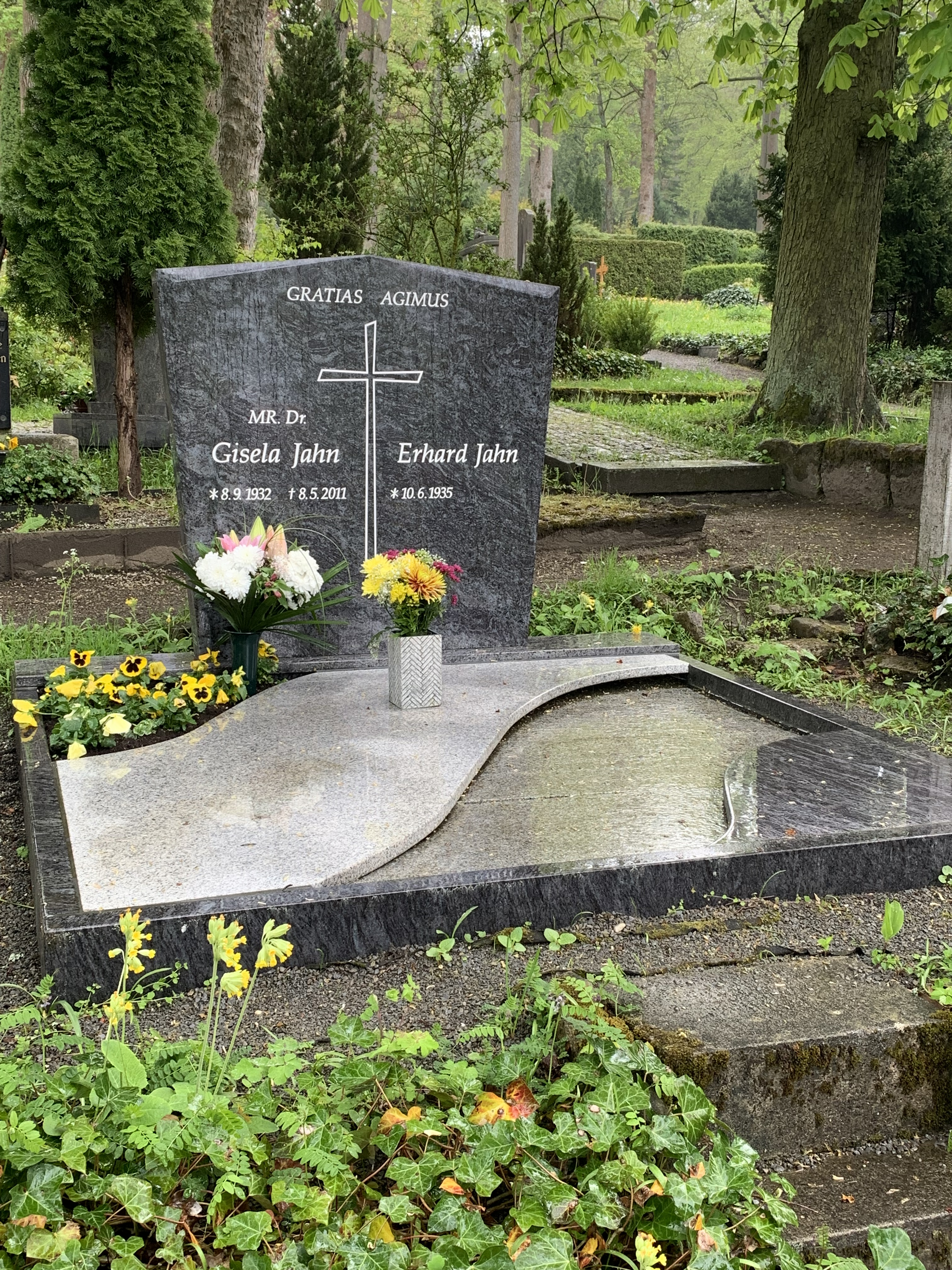
Grab von Gisela Jahn, 2022

Am 21. Mai 2011 fand in der Meininger Stadtkirche ihr zu Ehren ein öffentlicher Trauergottesdienst im Beisein von Bischof a. D. Roland Hoffmann und der Regionalbischöfin Marita Krüger statt. Anschließend wurde ihr Sarg mit einem Trauerzug durch die Innenstadt zum Parkfriedhof Meiningen getragen. Im Dezember 2021 beschloss der Stadtrat von Meiningen, das Grab in die Liste der erhaltenswerten Gräber aufzunehmen. Seit Mai 2012 steht im Foyer des Hospiz als Erinnerung eine kleine figürliche Plastik von Gisela Jahn, geschaffen von der Bildhauerin Claudia Katrin Leyh.

## Auszeichnungen
- Verdienstorden der Bundesrepublik Deutschland am Bande[6]
- Thüringer Rose, Auszeichnung für uneigennützige Hilfe und Engagements, verliehen vom Freistaat Thüringen
- Dr.-Ludwig-Pfeiffer-Medaille, Landesärztekammer Thüringen[7]
- Kronenkreuz in Gold, Diakonisches Werk der EKD